# Tamano
Tamano (Japans: 玉野市, Tamano-shi) is een stad in de Japanse prefectuur Okayama. Begin 2014 telde de stad 62.020 inwoners.

## Geschiedenis
Op 3 augustus 1940 kreeg Tamano het statuut van stad (shi).

## Partnersteden
- Tongyeong, Zuid-Korea sinds 1981
- Jiujiang, China sinds 1996
- Gloucester, Verenigde Staten sinds 2004

Steden:
Akaiwa · Asakuchi · Bizen · Ibara · Kasaoka · Kurashiki · Maniwa · Mimasaka · Niimi · Okayama (hoofdstad) · Setouchi · Soja · Takahashi · Tamano · Tsuyama

Districten:
Aida · Asakuchi · Kaga · Katsuta · Kume · Maniwa · Oda · Tomata · Tsukubo · Wake
Gemeenten per district